# Epiphora bauhiniae
Epiphora bauhiniae är en fjärilsart som beskrevs av Guérin-ménéville 1829. Epiphora bauhiniae ingår i släktet Epiphora och familjen påfågelsspinnare. Inga underarter finns listade i Catalogue of Life.